# Orašac, Nordmakedonien
Orašac (makedonska: Орашац) är en ort i Nordmakedonien. Den ligger i den centrala delen av landet, 30 km öster om huvudstaden Skopje. Orašac ligger 389 meter över havet och antalet invånare är 1 179.